# Renaucourt
Renaucourt település Franciaországban, Haute-Saône megyében. Lakosainak száma 116 fő (2022. január 1.). Renaucourt Mont-Saint-Léger, Fleurey-lès-Lavoncourt, Francourt, Lavoncourt és Volon községekkel határos.

## Népesség
A település népessége az elmúlt években az alábbi módon változott:
| Lakosok száma | 103  | 104  | 108  | 105  | 106  | 109  | 111  | 114  | 116  |
|               | 2013 | 2015 | 2016 | 2017 | 2018 | 2019 | 2020 | 2021 | 2022 |